# Solid State Records
Solid State Records — християнський металкор-лейбл, імпринт Tooth & Nail Records. На відміну від Tooth & Nail, Solid State підписує гардкор-панк і хеві-метал гурти. Як і Tooth & Nail, Solid State — це переважно християнський лейбл. Однак він підписав кілька гуртів з учасниками-християнами, які не позиціонують себе як християнські, зокрема Stretch Arm Strong, Gwen Stacy, He Is Legend, the Famine, Training for Utopia, і The Agony Scene.

## Поточні виконавці
- Acres[7]
- Azusa[8]
- Becoming the Archetype
- The Devil Wears Prada[9]
- The Drowned God[10]
- Earth Groans[11]
- Empty
- Fit for a King
- Lifelong
- Lightworker
- Norma Jean
- Oh, Sleeper
- The Ongoing Concept
- Opponent
- OrphanTwin
- Phinehas[12]
- Silent Planet
- Spirit Breaker
- The Undertaking![13]
- Wolves at the Gate

## Колишні виконавці

### Діючі
- Advent (Bridge 9 Records)
- The Agony Scene (Outerloop Records)
- As Cities Burn (Equal Vision Records)
- As They Sleep (Luxor Records)
- August Burns Red (SharpTone Records)
- Beloved (непідписані)
- Blindside (непідписані)
- Death Therapy[14] (непідписані)
- Demon Hunter (Weapons MFG)
- Destroy the Runner (непідписані)
- Emery (Tooth & Nail Records)
- Few Left Standing (непідписані)
- Forevermore (непідписані)
- Haste the Day (непідписані)
- He Is Legend (Spinefarm Records)
- Life in Your Way (Come&Live!)
- Living Sacrifice (непідписані)
- Mantric (Tooth & Nail Records)
- MyChildren MyBride (eOne/Good Fight)
- My Heart to Fear (Luxor Records)
- Once Nothing (непідписані)
- Showbread (непідписані)
- Soul Embraced (Rottweiler)
- Stretch Arm Strong (незалежні)
- Trenches (Noise Order)
- Underoath (MNRK Music Group)
- Zao (Observed/Observer)

### Розформовані
- 3rd Root
- Bloodshed (учасники вступили до The O.C. Supertones та Project 86)
- Born Blind (учасники також в No Innocent Victim)
- The Chariot (учасники '68 та I Am Terrified)
- Cry of the Afflicted
- The Death Campaign (учасники також в Officer Negative)
- Embodyment (учасники заснували The Famine)
- Eso-Charis (вокаліст Корі Брендан Патнем тепер фронтмен Norma Jean, басист Артур Ґрін та барабанщик Метью Патнем стали учасниками Living Sacrifice)
- The Famine (учасники також в Embodyment та Society's Finest)
- Focal Point (гітарист Раян Кларк вступив до Training for Utopia і зараз в Demon Hunter)
- Gwen Stacy (учасники також в Once Nothing)
- Inhale Exhale (учасники також в Narcissus та Relient K)
- Innermeans
- Luti-Kriss (заснували Norma Jean)
- Officer Negative (учасники заснували The Death Campaign)
- Overcome (учасники Some Dark Hallow та Sanhedrin)
- Selfmindead (учасники тепер в Benea Reach)
- Sever Your Ties
- Soapbox
- Still Breathing
- Strongarm (учасники заснували Further Seems Forever)
- Training for Utopia (учасники заснували Demon Hunter)
- Twelve Gauge Valentine (учасники вступили до Alesana, Swamp Basstard та The Greenery)
- Warlord (учасники вступили в Pilgrims та Roadside Monument)

### На перерві або неактивні
- The Ascendicate (гітарист Раян Гелм вступив до Demon Hunter і заснував Damien Deadson)
- Dead Poetic (барабанщик Джессі Спрінкл заснував сольний проєкт)
- Everdown (Urban Achiever Records)
- Extol (Facedown Records)
- Figure Four (два учасники зараз в Comeback Kid)
- Lengsel (учасники зараз в Mantric)
- No Innocent Victim (учасники працюють з Facedown Records)
- Society's Finest
- Spitfire (Goodfellow Records; два учасника в Sunndrug)
- The Overseer (учасники в Project 86 та Wolves at the Gate)
- The Showdown (три учасники в Demon Hunter, один учасник в Still Remains)
- To Speak of Wolves (один учасник в Oh, Sleeper)

## Пов'язані виконавці

### Активні
- Брюс Фітцхью та Джеремайя Скотт (з'являються в Killing Floor 2 Original Soundtrack)
- Impending Doom (eOne Music) (з'являються в Killing Floor 2 Original Soundtrack)
- Memphis May Fire (Rise Records) (з'являються в Midnight Clear)
- Project 86 (Інді-лейбл) (з'являються в This is Solid State, Volume 3)
- zYnthetic (з'являються в Killing Floor 2 Original Soundtrack)

### Розформовані
- Dirge (вокаліст Джон Гібсон став колишнім президентом Tripwire Interactive) (з'являються в Killing Floor 2 Original Soundtrack)
- For Today (учасники заснували Nothing Left) (з'являються в Midnight Clear)
- Narcissus (учасники заснували Inhale Exhale)
- Unashamed (учасники перейшли до the O.C. Supertones та the Dingees)

### На перерві
- Far-less (з’явились на This Is Solid State Records, Volume 6)